# Dallas (Carolina do Norte)
Dallas é uma cidade  localizada no estado norte-americano de Carolina do Norte, no Condado de Gaston.

## Demografia
Segundo o censo norte-americano de 2000, a sua população era de 3402 habitantes.
Em 2006, foi estimada uma população de 3434, um aumento de 32 (0.9%).

## Geografia
De acordo com o United States Census Bureau tem uma área de
4,5 km², dos quais 4,5 km² cobertos por terra e 0,0 km² cobertos por água.

## Localidades na vizinhança
O diagrama seguinte representa as localidades num raio de 12 km ao redor de Dallas.